# Moirones
Moirones és una entitat de població de l'Uruguai, ubicada al sud-est del departament de Rivera. Es troba 157 metres sobre el nivell del mar. Té una població aproximada de 158 habitants. D'acord amb les dades del cens de 2004, Moirones tenia 158 habitants.